# Adetomyrma
Genre
Adetomyrma est un genre de fourmis de la famille des Formicidae nommé « Fourmis Dracula ». Son espèce type, Adetomyrma venatrix, est considérée par l'UICN comme en danger critique d'extinction. 

## Biologie et écologie
Les ouvrières de l'espèce-type présentent des particularités morphologiques importantes : absence de pétiole en vue dorsale, un abdomen élargi dans son arrière, absence d'yeux et présence d'un dard plus grand que tous ceux des autres espèces de fourmis connues.
Ces espèces sont nommées « Fourmis Dracula » en raison de leur type d'alimentation. En effet, les adultes sont incapables de se nourrir seuls : après avoir approvisionné leurs larves en protéines, ils percent leur tégument pour en extraire l'hémolymphe,. La vitesse du mouvement de ses mandibules peut atteindre 320 km/h ou 90 mètres par seconde. C'est à dire que ces fourmis peuvent joindre leurs mâchoires si rapidement qu'elles peuvent mordre 5 000 fois en l'espace d'un battement de cils. Selon Fredrick Larabee, entomologiste à la Smithsonian Institution, cette espèce effectue ce « mouvement beaucoup plus rapidement que les autres animaux aux attitudes similaires mais de façon très simple ».
L'ensemble des espèces de ce genre est endémique des forêts tropicales sèches de l'île de Madagascar,.

## Taxonomie
Adetomyrma est décrite par Ward en 1994 à partir d'ouvrières d'Adetomyrma venatrix. Il les place au sein de la tribu des Amblyoponini de la famille des Ponerinae. Cette tribu est élevée au rang de la sous-famille Amblyoponinae, par Bolton en 2003,.

## Ensemble des espèces
Selon Yshimura et Fisher (2012) et AntWeb :
- Adetomyrma aureocuprea Yoshimura & Fisher, 2012
- Adetomyrma bressleri Yoshimura & Fisher, 2012
- Adetomyrma caputleae Yoshimura & Fisher, 2012
- Adetomyrma cassis Yoshimura & Fisher, 2012
- Adetomyrma caudapinnigera Yoshimura & Fisher, 2012
- Adetomyrma cilium Yoshimura & Fisher, 2012
- Adetomyrma clarivida Yoshimura & Fisher, 2012
- Adetomyrma goblin Yoshimura & Fisher, 2012
- Adetomyrma venatrix Ward, 1994 (Espèce type)

## Galerie

Adetomyrma venatrix
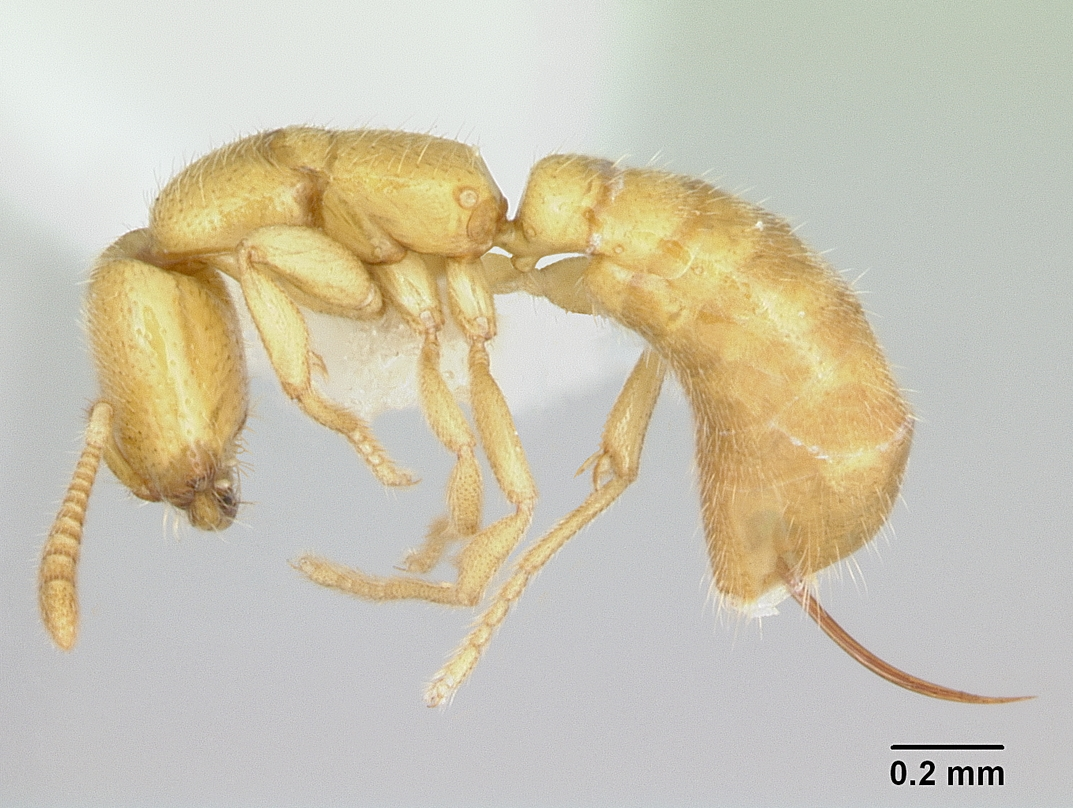
Profil d'une ouvrière
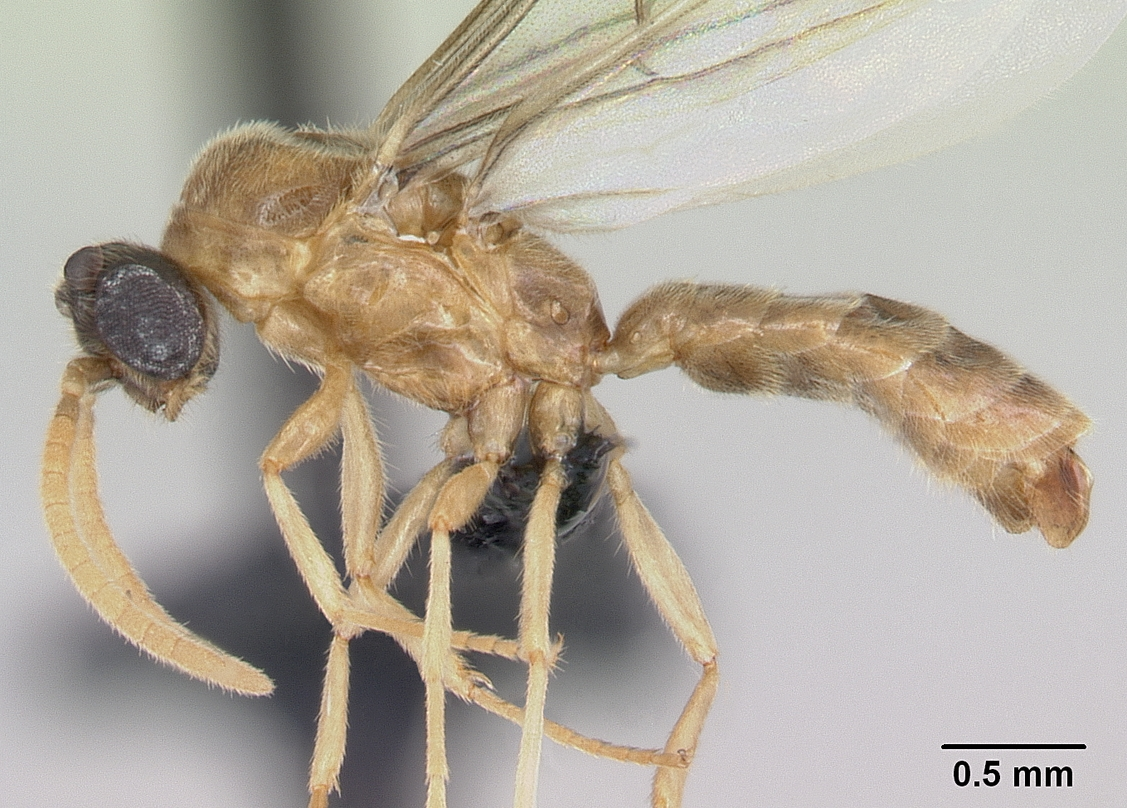
Profil d'un mâle
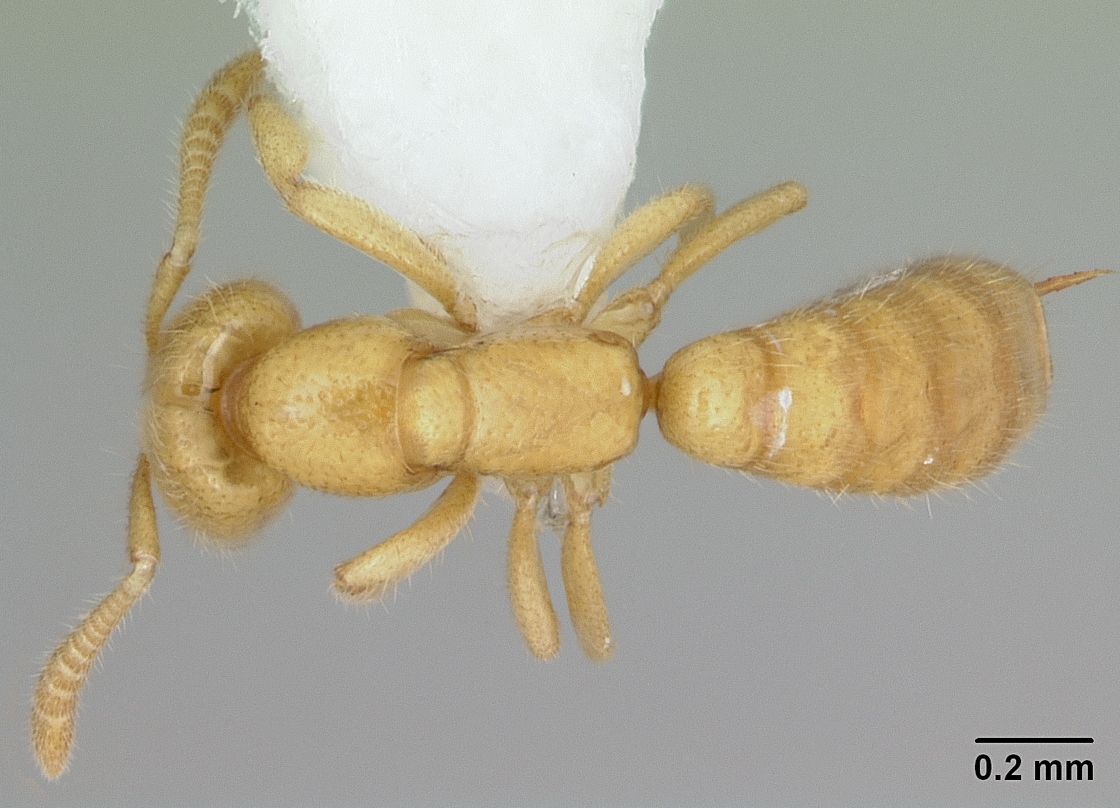
Vue dorsale d'une ouvrière
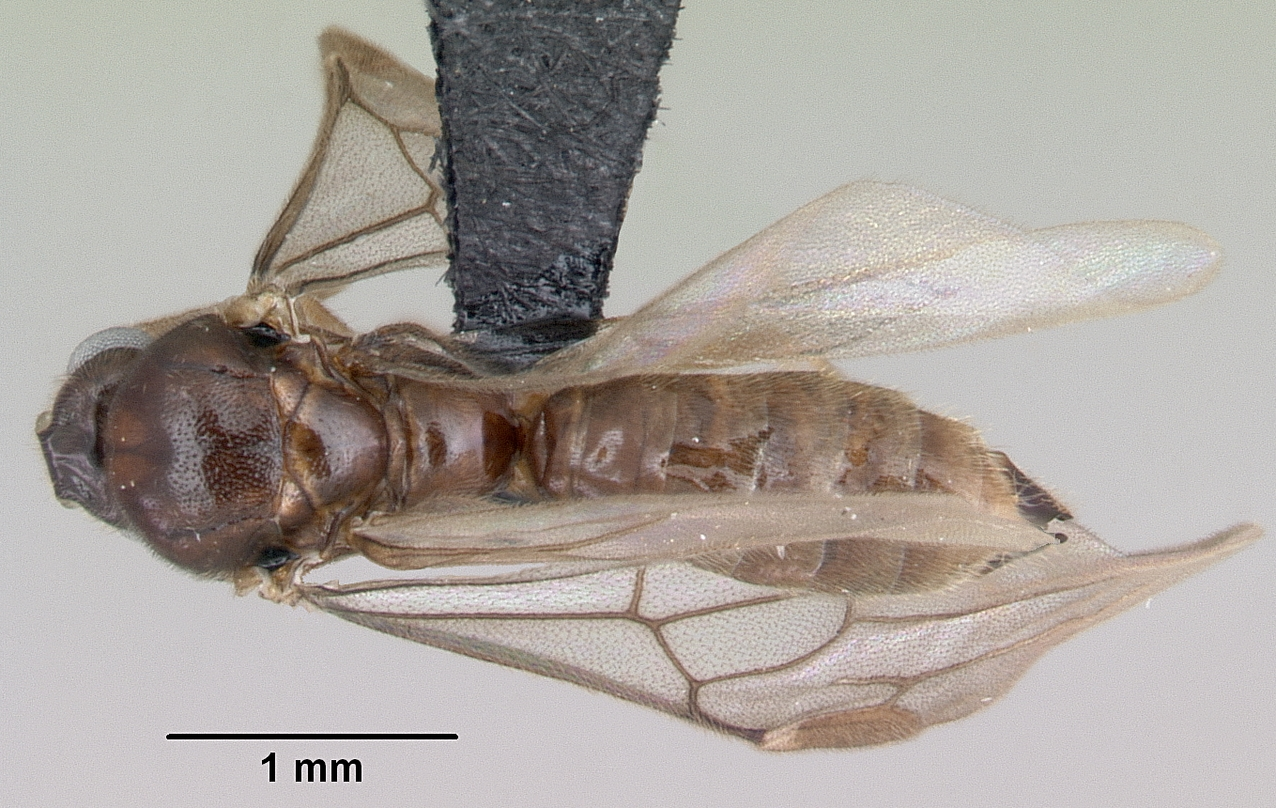
Vue dorsale d'un mâle
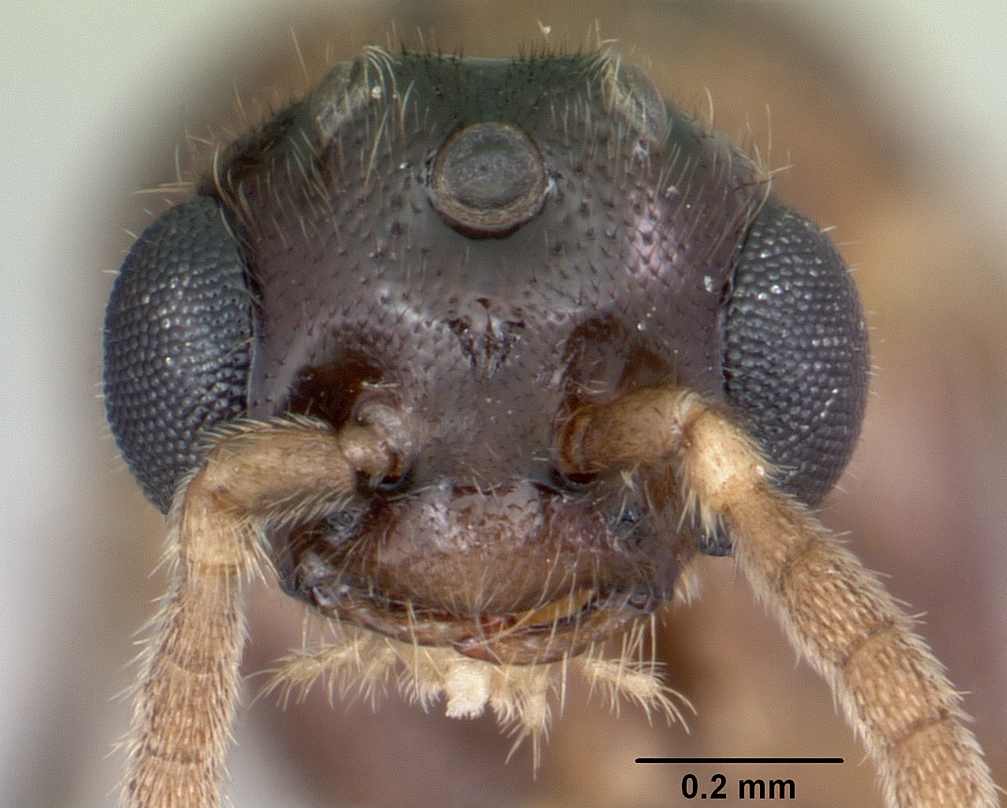
Tête d'un mâle